# Michał Franciszek Goleniewski
Michał Franciszek Goleniewski  (16 tháng 8 năm 1922, Nesvizh - 12 tháng 7 năm 1993, New York) là sĩ quan tình báo Cộng hòa Nhân dân Ba Lan (tiếng Ba Lan: Polska Rzeczpospolita Ludowa - PRL) đào tẩu sang Hoa Kỳ, cấp bậc trung tá Quân đội Ba Lan, làm việc trong  cơ quan tình báo Bộ Công an và An ninh Bộ Nội vụ Đảng Công nhân Ba Lan (tiếng Ba Lan: Polska Partia Robotnicza - PPR) năm 1945-1961. Năm 1958, ông hợp tác với CIA và cung cấp thông tin về các điệp viên Liên Xô và Đông Âu đang hoạt động tại phương Tây. Tháng 1 năm 1961, ông trốn sang Hoa Kỳ, được tị nạn chính trị và nhập tịch. Tại Ba Lan, ông bị kết án tử hình vì tiết lộ bí mật quốc gia. Trong số những người Ba Lan đào tẩu, đây được coi là trường hợp gây ra thiệt hại nghiêm trọng nhất cho tình báo an ninh PRL. Ông tiếp tục cộng tác với CIA cho đến năm 1964.
Sau đó, Goleniewski được biết đến vì mạo danh người kế thừa ngai vàng hoàng gia Nga Aleksey Nikolayevich của Nga, nhân vật được coi là thoát khỏi bị cộng sản hành quyết. Ông đồng thời công khai đưa ra yêu sách được quyền kế vị nhà Romanov. Năm 1964, Goleniewski tổ chức hôn lễ theo nghi thức Chính thống giáo với một phụ nữ Đức là Irmgard Kampf. Kampf cũng là người trốn khỏi Đông Đức, khi cưới thì đã mang thai con của Goleniewski, rồi hạ sinh con gái Tatyana sau đó. Đại diện người Nga nhập cư tại Hoa Kỳ bày tỏ phẫn nộ vì biết Goleniewski đã có vợ con tại Ba Lan. Xấu mặt về vụ tai tiếng Romanov của Goleniewski, CIA đã sa thải ông.
Sau khi thôi việc, Goleniewski nhiều lần đệ đơn kiện CIA và chính phủ Hoa Kỳ, cáo buộc họ không cho phép ông đưa ra bất kỳ tuyên bố chính thức nào về nguồn gốc mình. Ông luôn khăng khăng mình là Aleksey Nikolayevich cho đến tận khi qua đời năm 1993. Một số quan chức tình báo phương Tây cho rằng việc này là do Goleniewski mắc một chứng rối loạn tâm thần nào đó. Giới tình báo Ba Lan lại coi hành động Goleniewski nằm trong một loạt động thái sắp sẵn nhưng bị vượt tầm kiểm soát.

## Phục vụ trong các cơ quan an ninh

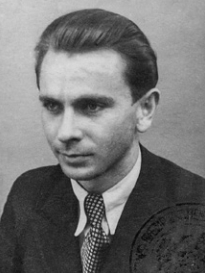
Goleniewski năm 1951

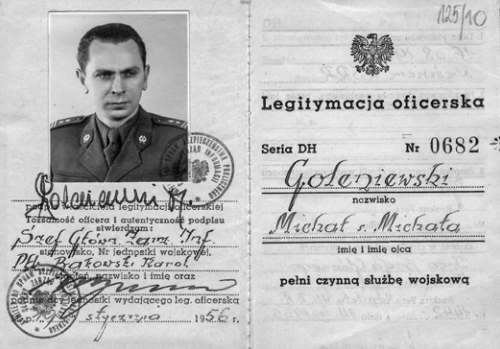
Thẻ Tổng cục Thông tin, năm 1956
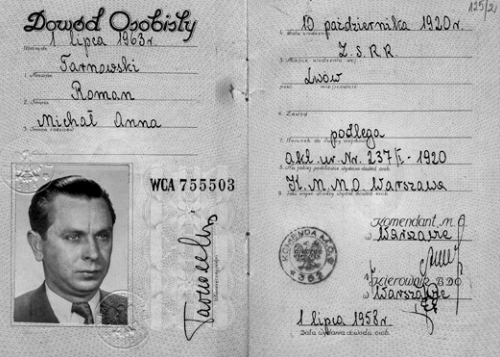
Hộ chiếu mang tên Roman Tarnowski, năm 1958
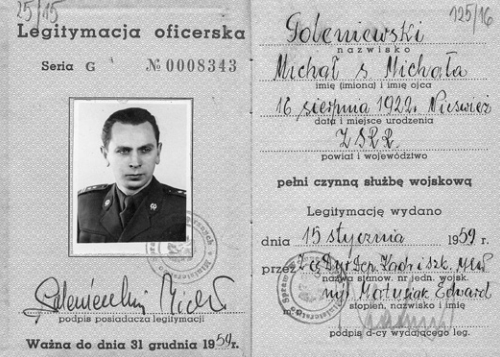
Thẻ Tổng cục 1 Bộ Nội vụ Ba Lan, năm 1959